# ونسان ویتتا
ونسان ویتتا (فرانسوی: Vincent Vitetta‎؛ زادهٔ ۱ اکتبر ۱۹۲۵) دوچرخه‌سوار اهل فرانسه است.